# Enrique Freeman
Enrique Gabriel Freeman (Cleveland, Ohio; 29 de julio de 2000) es un baloncestista estadounidense de ascendencia puertorriqueña, que pertenece a la plantilla de los Minnesota Timberwolves de la NBA, con un contrato dual que le permite jugar también en su filial de la G League, los Iowa Wolves. Con 2,01 metros de estatura, juega en la posición de ala-pívot.

## Trayectoria deportiva

### Universidad
Jugó cinco temporadas con los Zips de la Universidad de Akron, aunque en la primera de ellas apenas acumuló 13 minutos en pista, en las que promedió 13,0 puntos, 10,6 rebotes, 1,3 asistencias y 1,4 tapones por partido. En sus cuatro siguientes temporadas fue incluido en todas ellas en el mejor quinteto defensivo de la Mid-American Conference, elegido defensor del año en 2022 y finalizando con el premio al Jugador del Año de la MAC en 2024, temporada en la que acabó como líder reboteador de la NCAA, capturando 12,9 rebotes por encuentro.

#### Estadísticas
| * | Líder de la División I de la NCAA |

| Año     | Equipo | PJ  | PT  | MPP  | %TC   | %3P  | %TL  | RPP  | APP | ROB | TPP | PPP  |
| ------- | ------ | --- | --- | ---- | ----- | ---- | ---- | ---- | --- | --- | --- | ---- |
| 2019–20 | Akron  | 7   | 0   | 1.9  | 1.000 | —    | .750 | .6   | .0  | .0  | .1  | .7   |
| 2020–21 | Akron  | 23  | 20  | 22.3 | .740  | —    | .659 | 9.2  | .3  | .5  | 1.9 | 7.9  |
| 2021–22 | Akron  | 34  | 34  | 28.8 | .665  | .000 | .649 | 10.8 | 1.4 | .5  | 1.1 | 13.2 |
| 2022–23 | Akron  | 33  | 33  | 31.2 | .616  | .333 | .616 | 11.2 | 1.9 | .6  | 1.2 | 16.8 |
| 2023–24 | Akron  | 35  | 35  | 32.5 | .584  | .370 | .728 | 12.9 | 1.6 | .8  | 1.7 | 18.6 |
| Total   | Total  | 132 | 122 | 27.8 | .628  | .350 | .670 | 10.6 | 1.3 | .6  | 1.4 | 14.0 |

### Profesional
El 27 de junio de 2024 fue seleccionado en la quincuagésima posición del Draft de la NBA de 2024 por los Indiana Pacers, y el 8 de agosto firmó un contrato dual con la franquicia.
El 1 de agosto de 2025 firmó un contrato dual con los Minnesota Timberwolves, después de una gran actuación en las Ligas de Verano de la NBA.

## Estadísticas de su carrera en la NBA

### Temporada regular
| Año     | Equipo  | PJ | PT | MPP | %TC  | %3P  | %TL  | RPP | APP | ROB | TPP | PPP |
| ------- | ------- | -- | -- | --- | ---- | ---- | ---- | --- | --- | --- | --- | --- |
| 2024-25 | Indiana | 22 | 1  | 8.2 | .432 | .100 | .684 | 1.4 | .4  | .1  | .1  | 2.1 |
| Total   | Total   | 22 | 1  | 8.2 | .432 | .100 | .684 | 1.4 | .4  | .1  | .1  | 2.1 |